# Megaselia rotunda
Megaselia rotunda är en tvåvingeart som beskrevs av Robinson 1981. Megaselia rotunda ingår i släktet Megaselia och familjen puckelflugor. Inga underarter finns listade i Catalogue of Life.